# Diablo IV
Diablo IV je akční hra na hrdiny od společnosti Activision Blizzard, čtvrtý díl série Diablo; hráče zavede do světa Sanctuary, kde se střetnou s démonickou Lilith a jejími služebníky. Anglickojazyčná videohra je určená pro MS Windows, PlayStation 4/5 a Xbox One a Series X/S. Naplánované datum vydání je 6. června 2023; ještě předtím, 17. března, začalo testování veřejné betaverze (trvalo do 19.), obsahující 25 herních úrovní. První na řadu přišli majitelé předobjednávek; ostatní se dočkali 24. března (s trváním do 26. téhož měsíce).
I když vydavatelská korporace Blizzard prozatím neuvolnila více informací o chystaném příběhu, tak herní mechaniky hry jsou již známé. Kromě standardních prvků, jako je volba hrdiny, získávání zkušeností a magického vybavení bude hra také zahrnovat systém legendárních předmětů, které výrazně mění schopnosti postav a přibude také nově zpracovaný systém PvP a Sezón.
Videohra, označovaná za nejočekávanější hru roku 2023, obsahuje přemíru zobrazované krve; vyznačuje se brutalitou pro otrlé – asi na úrovni série Mortal Kombat. Oproti předchozím titulům přináší čtyřka poněkud změněné pojetí: zmizeli uhlazení čarodějové, prozařujících temnotu vůkol pestrobarevnými kouzly a čarami. Převládá zde červená – krvavých lázní slibují tvůrci velké množství. Hra je určena výhradně starším 18 let.

## Hratelnost
Série Diablo patří k nejvýraznějším hrám žánru akčních her na hrdiny a Diablo IV pokračuje v rozvíjení těchto mechanik. V izometrické ptačí perspektivě sledují hráči hrdinu, který bojem s nepřáteli a plněním úkolů získává vyšší úrovně a nové schopnosti, stejně jako lepší vybavení.
Hra je vždy připojená k internetu, má sdílený svět a hráči se tak mohou setkávat, vytvářet skupiny a obchodovat. Zároveň mají ale možnost i vstoupit do takzvaných Polí nenávisti, kde spolu mohou soupeřit v režimu PvP.
Diablo 4 má polootevřený svět, který není procedurálně generovaný. Pokud ale hráči vstoupí do dungeonů, tak se ocitnou v odděleném prostředí, které je vytvořené pouze pro ně, vždy vygenerované náhodně.
Během hry získávají postavy vybavení – zbraně, zbroj a šperky, díky kterým jsou silnější. Tyto předměty existují v různé kvalitě, od obyčejných přes magické, legendární až po unikátní. Legendární předměty s sebou nesou legendární síly, které významně zlepší nebo pozmění schopnosti postav. Předměty bude možné dále upravovat, očarovávat nebo v nich měnit legendární síly.
Ve chvíli, kdy postavy dosáhnou maximálního levelu a dokončí kampaň vstupují do systému end-game. V něm se zvyšuje obtížnosti hry skrz tzv. Úrovně světa, kterých hra nabídne pět – normal, veterán, nightmare, hell až torment. S každou úrovni stoupá obtížnost nepřátel ale hráči zde najdou silnější a vzácnější magické předměty a nebezpečnější bosse.
Kampaň bude zahrnovat prolog následovaný pěti aktovými lokacemi, které je možné odehrát v libovolném pořadí:
- Fractured Peaks – Ledová horská krajina inspirovaná evropskými Karpaty.
- Scosglen – Temné lesy, které mají svůj předobraz ve Skotské vrchovině.
- Dry Steppes – Drsné pláně plné kočovných kmenů a barbarských nájezdníků.
- Kehjistan – Kdysi kolébka lidské civilizace, dnes jen trosky pohlcené pouští.
- Hawezar – Hluboké močály plné nepřátel známých z 3. aktu v Diablo II

Během kampaně budou hráči čelit nejen služebníkům Lilith ale i dalším silám zla – banditům, utopencům a služebníkům temných kultů; bezpečí budou moct najít v hlavních městech každého aktu, jako například Kyovashad ve Fractured Peaks.
Během hry se postavy setkají s mnoha různými typy nepřátel. Od téměř neškodných vlků až po nebezpečné bosse – draky a démony. Všechna tato monstra jsou rozdělena podle takzvaných „rodin“ – například Kostlivec lučištník i Kostlivec bojovník jsou oba členové rodiny kostlivců a sdílejí proto některé charakteristiky. Tyto rodiny mají navíc zvýšenou šanci na upuštění určitého typu předmětů, pokud jejich členy hráči porazí. Druhou typologií je rozdělení podle síly – obyčejní nepřátelé, elitní nepřátelé, bossové. Elitní nepřátelé a jejich pomocníci mají sérii zvláštních schopností tzv. affixů, které jsou generované náhodně a mohou posilovat útoky i obranu nebo jim dávat zcela nové dovednosti. Bosové jsou pak zcela unikátní nepřátelé, které budou hráči potkávat v kampani, na konci dungeonů i jako tzv. Open World Bosse.

### Postavy
V Diablu 4 bude možné zvolit si z pěti hrdinů:
- Barbar – Mistr boje na blízko, který může nosit až čtyři zbraně současně a využívá hrubou silu k získání převahy na bojišti.[16]
- Rogue – Mrštný zabiják, který kombinuje boj na dálku i na blízko a využívá zákeřné útoky ze zálohy.
- Sorcerer – Mistr okultních a magických sil, který dokáže svými elementálními kouzly zaskočit nepřátele.[17]
- Druid – Všestranný hrdina, který využívá sílu větru i blesků a dokáže se také proměnit do zvířecí podoby.
- Nekromancer – Pán nemrtvých s arzenálem temných kleteb, který si umí povolat na pomoc hordy kostlivců.

Hráči si budou moct vybrat pohlaví i vzhled své postavy a stejně jako v předchozích dílech série bude možné zvolit tzv. hardcore mód (v němž jedna smrt znamená smazání postavy).
Postupem na vyšší úrovně získají postavy body dovedností, které lze umisťovat ve stromě dovedností. Hráči tak budou mít na výběr, jakým způsobem bude jejich hrdina bojovat – od základních schopností přes klíčové až po ultimátní. Od 50. úrovně začnou hrdinové získávat tzv. Paragon body, které bude možné vkládat na desku paragonů a získávat tak další bonusy; maximální úroveň paragonu je omezená na lvl 100.
Dalším zdrojem síly je Sláva (Renown). Mechanismus, který vás odměňuje za dokončení všech vedlejších úkolů a aktivit v různých lokacích. Výhody, které zde získáte se automaticky přenášejí i na vaše další postavy a usnadňují jejich levelování (tzv. systém altů).

## Příběh
Po deseti letech navazuje Diablo IV svým příběhem na datadisk Diabla 3: Reaper of Souls; zavádí hráče do světa Sanctuary, inspirovaného biblickými a démonickými motivy. Příběh buduje temnou atmosféru a využívá hororové až gotické motivy. Vývojáři uvedli, že se více inspirovali tím, jak na hráče působilo Diablo a Diablo II, než přímí předchůdci, tituly jako Diablo 3 nebo Diablo: Immortal, které byly kritizované za odlehčenější a přístup i art direkci.
Samotný děj Diabla IV se pak odehrává na pozadí návratu Lilith, krásné dcery démona Mefista a královny sukubů. Lilith je za záhadných okolností povolána svými stoupenci zpět do světa Sanctuary; ten vytvořila Lilith společně s archandělem Inariem (Inarius se do Lilith zamiloval v průběhu svého zajetí. V Sanctuary mohou oba žít pospolu, aniž by se mohli účastnit nekončících konfliktů mezi anděly a démony). Po uplynutí nedlouhé doby převládla temná stránka Lilithiny osobnosti: Inaria spoutala magickými řetězy a jala se pronásledovat všechny jeho věrné stoupence. Inarius se nakonec osvobodil, své ex připravil porážku a všem svým věrným svěřil nadlidské schopnosti; tak počalo pokolení potomků mocných sil, známých jako Nephalem, uctívaných běžnými smrtelníky jako polobohy. Lilith, uvízlá v prázdnotě, čekala na chvíli, kdy bude opět volná. Ta chvíle přichází nyní.

## Monetizace a Battle Pass
Diablo 4 je nabízené k předobjednání ve třech digitálních verzích – digital, deluxe a ultimate. Také je nabízená sběratelská verze, která ale neobsahuje hru samotnou. Kromě toho bude Diablo IV obsahovat battle pass a herní obchod. Jak vývojáři ovšem oznámili, za skutečné peníze nebude možné jakkoliv zvýšit sílu vaší postavy, nebo získat jiné výhody. Battle pass i herní obchod budou obsahovat čistě kosmetická vylepšení.
Diablo 4 bude po vydání dále vyvíjené jako live service hra. Prostřednictvím tzv. Sezón budou vývojáři přidávat další obsah, zlepšovat vyváženost hry i celkový herní zážitek. Sezóny jsou bezplatné a umožňují hráčům začít s čistým štítem a vyzkoušet si nové postavy a buildy.